# Catherine Sellers
Jacqueline Andrée Toubiana-Tabbah dite Catherine Sellers, née le 31 octobre 1926 dans le  16e arrondissement de Paris et morte le 9 mars 2014 dans le 15e arrondissement de Paris, est une actrice française.

## Biographie
Née à Paris dans une famille juive tunisienne, elle perd son père dans les camps de concentration. Elle passe la seconde guerre mondiale à Alger.
Elle est connue pour avoir, entre autres, joué sous la direction d'Alain Resnais, de Marguerite Duras, et d'Albert Camus avec qui elle a eu une liaison,. Celui dont elle fut l’un des grands amours, écrit dans ses Carnets : « Pour la première fois depuis longtemps, touché au cœur par une femme, sans nul désir, ni intention, ni jeu, l'aimant pour elle, non sans tristesse ».
Catherine Sellers a prêté aussi sa voix pour des documentaires et des pièces radiophoniques.
Elle est membre du jury du Prix Marguerite-Duras.
Elle obtient le prix de la meilleure comédienne du Syndicat de la critique pour la saison théâtrale 1981/1982, grâce à son rôle dans la pièce d'Edna O'Brien, Virginia.
Elle a été l'épouse en premières noces du britannique Malcom Sellers, dont elle a conservé le nom comme nom de scène, puis en secondes noces du comédien Pierre Tabard, mort en 2003.
Elle lègue à la BnF ses archives qui concernent sa carrière et celle du comédien Pierre Tabard, ainsi que sa correspondance avec Albert Camus.
À sa mort, elle est incinérée au crématorium du Père-Lachaise.

## Filmographie
- 1968 : L'Idiot d'André Barsacq, d'après le roman de Fyodor Dostoevsky.
- 1969 : Détruire, dit-elle de Marguerite Duras, d'après son roman éponyme.
- 1971 : Jaune le soleil de Marguerite Duras.
- 1974 : La Femme du Gange de Marguerite Duras.
- 1974 : Stavisky d'Alain Resnais.
- 1975 : Les Compagnons d'Eleusis de Claude Grinberg, téléfilm.
- 1988 : Madame de la Carlière de Gisèle Braunberger, d'après le conte de Denis Diderot.
- 1989 : Beckett, les dernières pièces de Helen Gary-Bishop.
- 1989 : Edmond Jabès de Michelle Porte, en tant que voix off.
- 1999 : L'Écharpe blanche de Stéphane Dosse, en tant que voix off.

## Théâtre
- 1952 : Dialogues des carmélites de Georges Bernanos, mise en scène Marcelle Tassencourt, Théâtre Hébertot
- 1953 : La vie que je t'ai donnée de Luigi Pirandello, mise en scène Claude Régy, Théâtre des Mathurins
- 1954 : La Peur de Georges Soria, mise en scène Tania Balachova, Théâtre Monceau
- 1954 : Le Rendez-vous de Senlis de Jean Anouilh, mise en scène André Barsacq, Théâtre de l'Atelier
- 1955 : La Mouette d'Anton Tchekhov, mise en scène André Barsacq, Théâtre de l'Atelier
- 1956: Requiem pour une nonne de William Faulkner, adaptation et mise en scène Albert Camus, Théâtre des Mathurins
- 1958 : Le Soulier de satin de Paul Claudel, mise en scène Jean-Louis Barrault, Théâtre du Palais-Royal
- 1959 : Les Possédés d'Albert Camus d'après Fiodor Dostoïevski, mise en scène Albert Camus, Théâtre Antoine
- 1960: Antigone de Sophocle, mise en scène Jean Vilar, TNP Festival d'Avignon
- 1961 : Antigone de Jean Anouilh, mise en scène André Barsacq, Vienne
- 1961: Antigone de Sophocle, mise en scène Jean Vilar, TNP Festival d'Avignon
- 1961: Requiem pour une nonne de William Faulkner, adaptation et mise en scène Albert Camus, Théâtre des Mathurins
- 1962 : Andromaque de Racine, mise en scène Jean-Louis Barrault, Odéon-Théâtre de France
- 1963 : Les Enfants du soleil de Maxime Gorki, mise en scène Georges Wilson, TNP Théâtre de Chaillot : Liza, sœur de Protassov
- 1964: Les Ailes de la colombe de Christopher Taylor, mise en scène Michel Fagadau, Théâtre des Mathurins
- 1966 : L'Idiot d'après Dostoïevski, adaptation et mise en scène André Barsacq, Théâtre de l'Atelier
- 1969 : Suzanna Andler de Marguerite Duras, mise en scène Tania Balachova, Théâtre des Mathurins
- 1971 : La Cerisaie d'Anton Tchekhov, mise en scène Pierre Debauche, Maison de la Culture Nanterre
- 1972 : La Cigogne d'Armand Gatti, mise en scène Pierre Debauche, Maison de la Culture Nanterre
- 1972 : Outrage au public (Publikumsbeschimpfung) de Peter Handke, mise en scène Christian Dente, Petit Odéon
- 1973 : Hamlet de William Shakespeare, mise en scène Jacques Angeniol, Bernard Ballet, Raoul Billerey, François Bourgeat, Raymond Lepoutre, Marcel Maréchal
- 1974 : Les Miracles d'Antoine Vitez à partir de l'Évangile selon Jean, mise en scène de l'auteur, Théâtre national de Chaillot
- 1975 : Chryssothémis de Yannis Ritsos, mise en scène Pierre Tabard, Rencontres d'été de la Chartreuse de Villeneuve-lès-Avignon
- 1977 : L'Éden Cinéma de Marguerite Duras, mise en scène Claude Régy, Théâtre d'Orsay
- 1978 : Cirque de Jean-Pierre Faye, mise en scène Alain Cuny, Nouveau Théâtre national de Marseille
- 1978 : Le Nom d'Œdipe d'après Le Chant du corps interdit  d'Hélène Cixous, mise en scène Claude Régy, Festival d'Avignon
- 1979 : Diderot à corps perdu, mise en scène Jean-Louis Barrault, Théâtre d'Orsay
- 1981 : Virginia d'Edna O'Brien d'après les textes et lettres de Virginia Woolf, mise en scène Simone Benmussa, Théâtre Renaud-Barrault
- 1986 : La Mouette d'Anton Tchekhov, traduction Marguerite Duras, mise en scène Jean-Claude Amyl, La Criée Théâtre National de Marseille, T.B.B.
- 1986 : Catastrophe de Samuel Beckett, mise en scène Pierre Chabert, Théâtre Renaud-Barrault
- 1987 : Madame de la Carlière d'après Denis Diderot, mise en scène Pierre Tabard, Petit Odéon
- 1989-1991 :  Phèdre de Racine, au théâtre de la Criée à Marseille, aux Bouffes du Nord à Paris, et à Versailles. Mise en scène de Pierre Tabard
- 1991 : Le Seuil le sable d'Edmond Jabès, mise en scène Marie André, lecture France Culture
- 1991 : Le Livre des ressemblances : Le Soupçon, Le Désert, L'Ineffable l'inaperçu, Le Livre des limites, Le Livre du dialogue, mise en scène Marie André, lecture France Culture
- 1991 : Le Livre des questions : Aely, • (El ou le dernier livre), mise en scène Marie André, lecture France Culture
- 1996 : Le Peintre et ses modèles de Henry James, mise en scène Simone Benmussa, Studio des Champs-Elysées
- 1996 : Rencontre de Péter Nádas, mise en scène Pierre Tabard, Théâtre du Rond-Point
- 1998 : L'Amante anglaise de Marguerite Duras, mise en scène Pierre Tabard, Studio des Champs-Elysées
- 2003 : Variations sur la mort de Jon Fosse, mise en scène Claude Régy

## Distinctions
- Prix du Syndicat de la critique 1982 : meilleure comédienne pour Virginia

## Expositions
- Catherine Sellers, une vie de théâtre, BNF (Galerie des Donateurs), Paris (2022)[10]